# 特種部隊：蛇眼之戰
是一部於2021年上映的美國軍事科幻動作片，由勞勃·史溫凱執導，埃文·斯皮里奧托普洛斯、喬·施拉普內爾和安娜·沃特豪斯編劇，谷垣健治任動作指導，為《特種部隊系列電影》的第三部作品及重啟電影。主演包括亨利·高汀、安德魯·小路、伊科·烏艾斯、烏蘇拉·可貝蘿和薩瑪拉·威明。
《特種部隊：蛇眼之戰》由派拉蒙影業定於2021年7月23日美國院線上映，上映45天後上線串流平台派拉蒙+。

## 剧情
故事的主人公是一位亲眼目睹父亲遭杀害的小男孩。多年以后，一心要为父亲报仇的小男孩成了一位天赋异禀、嗜杀成性的武术大师。为了隐藏自己的过去，他给自己取名“蛇眼”，名字的来源是当时杀害父亲的人要他扔一双骰子决定自己的命运，结果父亲扔出一对一而被杀。
蛇眼在洛杉矶的地下格斗场遇到山口组老大健太，健太让蛇眼帮忙干活，自己就会派人找出杀害他父亲的凶手。为了考验蛇眼是否忠诚，健太让他杀掉叛变的手下，但蛇眼拒绝了，反而帮助叛徒逃跑。叛徒其实是健太的表弟汤米，两人以前都是上古忍者组织岚影氏族的候選头目，但健太一直想杀死汤米，但没有得逞，结果被汤米放逐。
汤米感激蛇眼相救，带他去日本的忍者道场，让他加入其中。如今率领氏族的是汤米的祖母—泉夫人，家族的安全指揮領導亞希子一开始不信任蛇眼，之后蛇眼将父亲的死及自己隐姓埋名的原因一五一十讲出来，得到亞希子认同。但所有人都不知道，蛇眼正计划背叛新盟友。其实健太本意不是杀掉汤米，而是故意让他逃跑，好让蛇眼去偷氏族的珍宝，拥有神力量的“天照寶石”（Jewel of the Sun）。
一边是对背叛汤米和他的氏族产生负罪感，一边是强烈的复仇欲望，两边都在拉扯着蛇眼。凭借特异功能，蛇眼成功通过了前两个测试，但第三个测试是進入古蛇坑接受古蛇考验他的灵魂，检验他的内心是否纯洁。结果古蛇发现蛇眼内心的秘密，不断发动攻击，幸好亞希子出手相救，他才躲过一劫。在整个氏族的质疑下，蛇眼才承认自己有难言之隐，但迟迟没有说出来这的真实目的，结果被驱逐。
之后蛇眼偷偷回来，並偷走珠宝交給健太。健太表示自己是奉恐怖革命组织眼鏡蛇之命偷走珠宝，眼鏡蛇的联络人男爵夫人答应事成后给他武器，用来控制整个岚影氏族。蛇眼偷走宝石，也收到了回报，了解到杀害父亲的凶手是眼鏡蛇的特工。但是，蛇眼发现自己嗜血带来了许多后果，就赦免了那个人，转头去告诉岚影氏族，准备对付健太的攻击。
汤米放下对蛇眼的恩怨，让他协助自己和手下击退健太的人，其中一位手下是國際反恐組織特种部队的成员史嘉蕾。健太表示自己无意将宝石还出来后，男爵夫人与岚影氏族和史嘉蕾达成临时的盟友关系，纷纷击溃健太的人。健太独木难支，並在戰鬥中遺落了寶石，汤米非常愤怒，想用寶石的力量杀掉堂哥。健太要逃跑，结果被蛇眼用鐵鍊一起拖進古蛇坑，古蛇发现健太内心邪恶，活生生吞掉了他。古蛇认为蛇眼已经放弃复仇，内心纯洁，值得加入氏族。大战过后，泉夫人表示汤米违背了永远不会使用宝石的誓言，不能继续领导氏族。汤米失去了与生俱来的权力，非常愤怒，于是抛弃了氏族和家人离开，并发誓此后见到蛇眼，必将把他杀掉。蛇眼见到了史嘉蕾，史嘉蕾说她的父亲也是特种部队的特工，希望他能加入组织。
片尾畫面中，男爵夫人在离开日本的私人司机上，将汤米招募进眼鏡蛇，汤米改名为“白幽靈”（Storm Shadow）。

## 演員
- 亨利·高汀 飾 蛇眼（Snake Eyes）
- 安德魯·小路 飾 嵐影富三郎 / 白幽靈（英语：Storm Shadow (G.I. Joe)）
- 伊科·烏艾斯 飾 嵐影大師（英语：Hard Master）
- 烏蘇拉·可貝蘿 飾 男爵夫人（英语：Baroness (G.I. Joe)）
- 薩瑪拉·威明 飾 史嘉蕾（英语：Scarlett (G.I. Joe)）
- 安部春香（英语：Haruka Abe） 飾 亞希子（Akiko）
- 平岳大（英语：Takehiro Hira） 飾 高村健太（Kenta）

## 製作
2018年5月，宣佈《特種部隊系列電影》的下一部作品將是一部前傳電影，並講述蛇眼的起源故事。2018年12月，製片人洛倫佐·迪·波納文圖拉表示曾在《特種部隊：眼鏡蛇的崛起》和其續集《特種部隊2：正面對決》中飾演蛇眼的雷·帕克將不會回歸。同月，勞勃·史溫凱被聘為該片的導演。
2019年8月，亨利·高汀和安德魯·小路加盟劇組，分別飾演蛇眼和白幽靈。2019年9月，伊科·烏艾斯為出演師傅進行洽談，而烏蘇拉·可貝蘿加盟並飾演男爵夫人。2019年10月，確認烏艾斯將出演電影，而薩瑪拉·威明、安部春香和平岳大加盟劇組。

### 拍攝
主體拍攝於2019年10月15日在溫哥華進行，並預計持續至2019年12月9日。拍攝地點還包括日本。

## 發行
《特種部隊：蛇眼之戰》原定於2020年3月27日在美國上映，後延至2020年10月16日在美國上映，並由派拉蒙影業發行。2020年8月，受2019冠狀病毒病疫情影響，本片延期至2021年10月22日在美國上映。2021年4月，本片提前至2021年7月23日在美國上映。

### 評價
爛番茄根據90條評論，持有41%的新鮮度，平均得分5／10，觀眾投票獲得72%的分數，平均得分為3.8／5。在Metacritic上，電影獲得43分。

### 票房
在美國和加拿大，《特種部隊：蛇眼之戰》與《詭老》、《喬貝爾：為你走的路》一起上映並競爭，預計在首映週末從3521家影院獲得約1500萬美元的票房。包括週四晚間預售的140萬美元在內，首日賺進550萬美元，首週開盤為1340萬美元的票房，位居當週票房亞軍，輸給《詭老》。

## 续集
2020年5月，消息指电影的续集正在开发中，由施拉普内尔和沃特豪斯共同编剧，戈尔丁再度饰演主角，迪·波纳文图拉担任制片人。该项目将由派拉蒙影業、米高梅、娛樂一體和迪·波纳文图拉影业四方联合制片。

## 外部連結
- 互联网电影数据库（IMDb）上《特種部隊：蛇眼之戰》的资料（英文）
- 爛番茄上《特種部隊：蛇眼之戰》的資料（英文）
- 豆瓣电影上《特種部隊：蛇眼之戰》的資料 （简体中文）